# Zuidelijke Liang
De Zuidelijke Liang (397-414) was een niet-Chinese dynastie die regeerde over een deel van Noord-China tijdens de periode van de Zestien Koninkrijken (304-439). Destijds was dat gebied verdeeld in staten die voor het merendeel door niet-Chinese ruiternomaden waren gevormd. De Zuidelijke Liang wordt door Cui Hong (478 – 525) in zijn Lente- en herfstannalen van de Zestien Koninkrijken gerekend tot de Zestien Koninkrijken.

## Samenvattend overzicht
De dynastie werd in 397 gesticht door Tufa Wugu (禿髮烏孤, r.397-399) van de Tuoba, een tak van de Xianbei. Hij was een vazal van Latere Liang die zich onafhankelijk verklaarde toen hij de titel "Koning van Xiping" (西平王) aannam. De Zuidelijke Liang omvatte het huidige Qinghai, het westen van Gansu en delen van Ningxia. De drie opeenvolgende heersers waren broers van elkaar. De laatste heerser, Tufa Rutan (禿髮傉檀, r.402-414) was tussen 404 en 408 een vazal van Latere Qin (384-417), waarna hij zijn onafhankelijkheid als "Koning van Liang"(涼王) herstelde. In 414 werd de Zuidelijke Liang aangevallen door Qifu Chipan (乞伏熾磐, r.412-428), heerser van de Westelijke Qin (385-431). Hij dwong uiteindelijk Tufa Rutan zich aan hem te onderwerpen.
Hoewel de Tufa enkele Chinese instituties overnamen zoals jaartitels en een school voor het opleiden van regeringsfunctionarissen, bleven zij de enigen die belangrijke militaire functies vervulden of militaire beslissingen namen. De aan hen onderworpen Han-Chinezen hielden zich in vastgelegde woonplaatsen bezig met landbouw en zijdeteelt. Ook werden zij vanuit veroverde gebieden gedeporteerd om voedsel voor de hoofdstad te verbouwen of het leger van voetvolk te voorzien.

## Politieke geschiedenis

### Voorgeschiedenis
De Tufa Xianbei vormden een tak van de Tuoba Xianbei. Rond 250 leidde Tuoba Pigu (拓跋匹孤), de oudste zoon van stamleider Tuoba Jiefen (拓跋詰汾). zijn clan wegens een opvolgingsgeschil vanuit het Yin-gebergte in de oostelijke Gobi naar de Hexicorridor in het westen. Zijn Tuoba-stam nam allengs de naam Tufa (禿髮) aan, die zou zijn gebaseerd op uitspraakverschillen binnen de Xianbei-taal. Het Boek van de Wei vermeldt een stamlegende die de naam verbindt met een stamleider, omdat die geboren zou zijn op een deken. In de Xianbei-taal werd een deken tufa (禿髮) genoemd. 
Toen Lü Guang in 387 zijn staat Latere Liang vestigde, bewoonden de Tufa het gebied rond de commanderij Guangwu (廣武郡, in het huidige Yongdeng bij Lanzhou in Gansu. Zij stonden onder leiding van Tufa Sifujian (禿髮思復鞬, †394?), die  werd opgevolgd door zijn zoon Tufa Wugu (禿髮烏孤, †399). Hij was een vazal van Lü Guang, die hem tot "Hertog van Guangwu" (廣武郡公) benoemde. Zijn residentie werd Lianchuan (廉川堡, in de huidige prefectuur Haidong van de provincie Qinghai). Hij onderwierp de naburige stammen van de Yifu (乙弗) en Zhejue (折掘). Toen in 396 Lü Guang zich tot Da Liang tianwang (大涼天王, "Hemelse koning van Groot-Liang") proclameerde, weigerde Tufa Wugu hem te erkennen, hoewel hij de als gift meestuurde musici en ambachtslieden behield. Nadat Lü Guang in 397 een zware nederlaag tegen Westelijke Qin (385–400, 409–431) had geleden, verklaarde Tufa Wugu zich tot "Koning van Xiping" (西平王) en nam een eigen jaartitel aan (太初, Tai chu, 397-399). Daarmee maakte Zuidelijke Liang zich onafhankelijk van Latere Liang.

### Tufa Wugu (397-399)
Het belangrijkste doel van Tufa Wugu was een verzwakking van Latere Liang. Hij veroverde de stad Jincheng (金城, in het huidige Lanzhou, provincie Gansu), die de Latere Liang slechts een jaar eerder op de Westelijke Qin hadden veroverd. Lü Guang stuurde een strafexpeditie onder leiding van generaal Dou Gou (竇苟) op Tufa Wugu af, maar hij wist hem te verslaan. Eveneens in 397 ondersteunde Tufa Wugu een opstand van generaal Yang Gui (楊軌) in Guzang, de hoofdstad van Latere Liang, die echter door Lü Guang werd neergeslagen. Yang Gui vluchtte daarop naar Zuidelijke Liang.
In 398 versloeg Tufa Wugu de Qiang-leider Liang Ji (梁饑), waarna de Qiang en Xiongnu ten zuiden van het Wushao-gebergte (nabij de huidige stad Wuwei) zich aan hem overgaven. Hij veranderde daarop zijn titel van "Koning van Xiping" naar "Koning van Wuwei" (武威王). Toen Lü Shao en Lü Zuan van Latere Liang in 399 Noordelijk Liang aanvielen, ondersteunde Tufa Wugu Noordelijke Liang om de aanval af te slaan. Eveneens in 399 verplaatste hij zijn hoofdstad naar Ledu (樂都, dat net als de vorige residentie Lianchuan in de huidige prefectuur Haidong van de provincie Qinghai lag). Later dat jaar overleed Tufa Wugu nadat hij dronken van zijn paard was gevallen. Hij staat postuum bekend als Nanliang Wuwang (南涼武王, "koning Wu van Zuidelijke Liang"). Overeenkomstig zijn wens dat een volwassene de nieuwe heerser moest worden, werd hij niet opgevolgd door een van zijn zonen (Tufa Fudan, 禿髮赴單 of Tufa Fanni, 禿髮樊泥), maar door zijn jongere broer Tufa Lilugu (禿髮利鹿孤, †402).
Een andere broer, Tufa Rutan (禿髮傉檀, 365–415) bleef een belangrijke rol bij militaire zaken spelen.

### Tufa Lilugu (399-402)

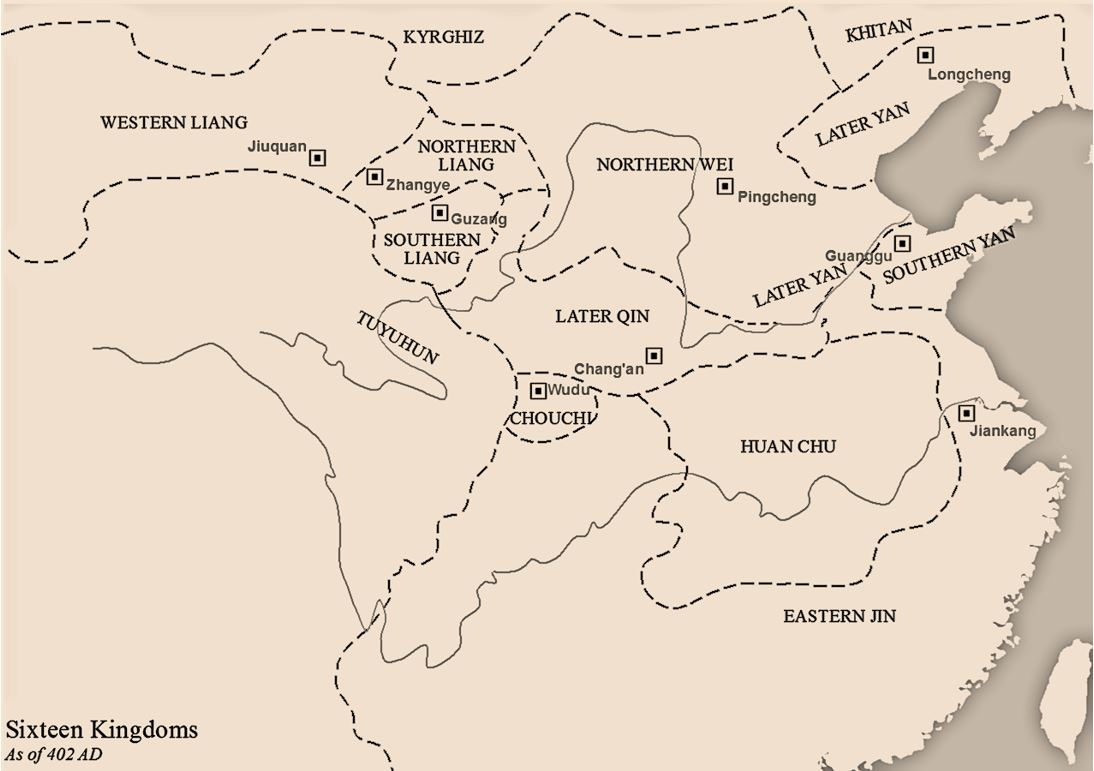
De positie van Zuidelijke Liang na de annexatie van Latere Liang.

Tufa Lilugu verplaatste zijn hoofdkwartier van Ledu naar Xiping (西平, het huidige Huangzhong in Xining, de hoofdstad van Qinghai). Een aanval op Zuidelijke Liang door Lü Zuan (呂纂, r.399-400), heerser van Latere Liang, kon worden afgeslagen. Toen Lü Zuan daarop Noordelijke Liang aanviel, liet Tufa Lilugu in 400 zijn broer Tufa Rutan Guzang, de hoofdstad van Latere Liang, aanvallen. De stad werd geplunderd en 8000 families werden gedeporteerd naar Zuidelijk Liang.
In het voorjaar van 401 drongen hovelingen er bij Tufa Lilugu op aan om zichzelf tot keizer uit te roepen. Hij weigerde dat, wel veranderde hij zijn titel "Koning van Wuwei" in "Koning van Hexi" (河西王). Zo verduidelijkte hij zijn aanspraken op de gehele Hexi-regio (de gebieden ten westen van de Gele Rivier). 
In de herfst van 401 probeerde Juqu Mengxun (沮渠蒙遜, r.401–433), de nieuwe heerser van Noordelijke Liang vrede te sluiten met Tufa Lilugu. Hij was daarvoor bereid zijn zoon, Juqu Xi'nian (沮渠奚念) naar het hof van Zuidelijke Liang te sturen. Tufa Lilugu weigerde dit, hij vond de gijzelaar te jong en eiste dat Juqu Ru (沮渠挐, †411), generaal, belangrijke strateeg en jongere broer van Juqu Mengxun, naar zijn hof werd gestuurd. Dit werd geweigerd, waarop Tufa Lilugu Noordelijke Liang aanviel en Juqu Mengxun een nederlaag toebracht. Juqu Ru werd alsnog naar Zuidelijke Liang gestuurd.
Van de andere kant moest Tufa Lilugu in 401 de suzereiniteit erkennen van Yao Xing (姚興, r.394-416), heerser van Latere Qin. Toen die in de zomer van 401 Latere Liang aanviel, trok Tufa Lilugu zijn troepen terug om zo de weg vrij te maken voor de troepen van Latere Qin. Begin 402 brak in Guzang, de hoofdstad van Latere Liang, een opstand uit. Tufa Lilugu stuurde zijn broer, Tufa Rutan, om de opstandelingen te ondersteunen. Zijn aanval op Guzang bracht Latere Liang in grote moeilijkheden. Toen echter Latere Liang in het voorjaar van 402 door Noord-Liang werd aangevallen, stuurde Tufa Lilugu zijn broer om Latere Liang juist te helpen. Al die aanvallen veroorzaakten in Guzang een hongersnood, die zo nijpend werd dat Lü Long (r.400-403), de laatste heerser van Latere Liang in 403 zijn staat volledig overdroeg aan Latere Qin.
Ondertussen was in het voorjaar van 402 Tufa Lilugu aan een ziekte overleden. Hij staat postuum bekend als Nan liang Kangwang (南涼康王, "koning Kang van Zuidelijke Liang"). Zoals beschreven in zijn testament volgde zijn jongere broer Tufa Rutan hem op.

### Tufa Rutan (402-414)

#### Vazal van Latere Qin
Tufa Rutan verplaatste zijn residentie van Xiping terug naar Ledu. Net als zijn voorganger verklaarde hij zich een vazal van Yao Xin, heerser van Latere Qin. In 404 gaf hij nominaal (maar zeker niet de facto!) zijn onafhankelijkheid op toen hij stopte met het gebruik van de titel "Koning van Hexi" en die verving door de in 402 van Yao Xin ontvangen titel "Hertog van Guangwu" (廣武公, Guangwu Gong). Bovendien schakelde hij over op de kalender van Latere Qin. In 406 ontving Yao Xin van Tufa Rutan een tribuut van 3.000 paarden en 30.000 schapen. Hij kreeg daarvoor de titel "gouverneur van de provincie Liangzhou" (涼州刺史, Liangzhou cishi) en ontving de stad Guzang, de voormalige hoofdstad van Latere Liang die hij nu tot zijn eigen hoofdstad maakte.

#### Nederlaag tegen Xia

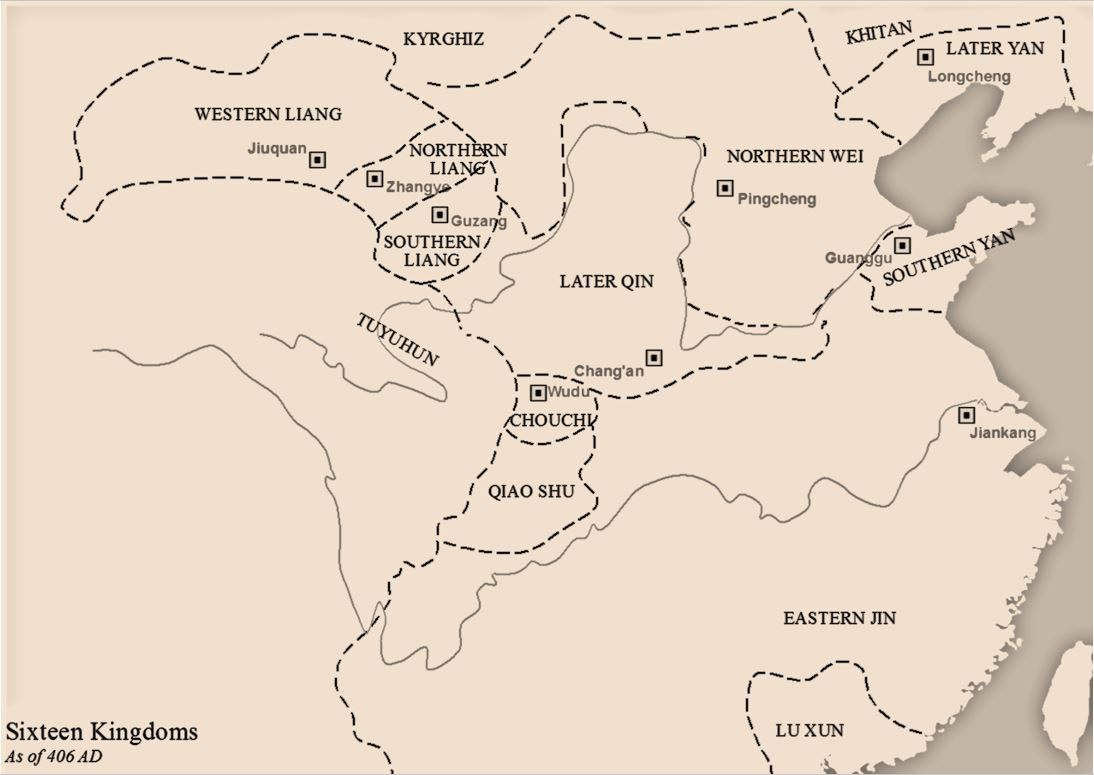
Zuidelijke Liang in 406.

Tufa Rutan was geen trouwe bondgenoot van Yao Xin. In 407 zocht hij contact met Westelijke Qin om gezamenlijk Latere Qin aan te vallen. Qifu Chipan, heerser van Westelijke Qin bracht zijn gezantschap echter om het leven en stuurde hun afgehakte hoofden naar Yao Xin. Eveneens in 407 kwam Tufa Rutan in conflict met Liu Bobo (劉勃勃, r.407-424) van de net opgerichte staat Xia (407-431). Toen zijn verzoek om een dochter van Tufa Rutan te mogen huwen werd geweigerd, begon Liu Bobo een strafexpeditie tegen Zuidelijke Liang. Hij trok zich kort nadat hij was begonnen weer terug. Tufa Rutan zette de achtervolging in, maar leed, na in een kloof in een hinderlaag te zijn gelokt een verpletterende nederlaag. Een groot deel van zijn troepen kwam daarbij om, Tufa Rutan zelf wist ternauwernood te ontsnappen. Yao Xin maakte gebruik van deze verzwakking van Zuidelijke Liang. In 408 gaf hij zijn zoon Yao Bi (姚弼, †416) opdracht om met een groot leger Guzang aan te vallen. Tufa Rutan kreeg tijdens die opmars te maken met een opstand in Guzang, zijn eigen hoofdstad. Die sloeg hij direct en met harde hand neer, zo liet hij 5000 opstandelingen levend begraven. Vervolgens versloeg hij het leger van Yao Bi.
Na zijn overwinning op Latere Qin herstelde Tufa Rutan in de winter van 408 de onafhankelijkheid van Zuidelijke Liang. Hij nam de titel "Koning van Liang" (涼王) aan en kondigde een eigen jaartitel af, Jiaping (嘉平, 408-414). Zijn vrouw werd tot Zhejue wanghou (折掘王后, "Koningin Zhejue") benoemd en zijn zoon, Tufa Hutai (禿髮虎台, †423) tot kroonprins. 

#### Relatie met Noordelijke Liang
Tufa Rutan sloot vrede met Latere Qin, maar bond tegelijkertijd de strijd aan met Noordelijke Liang. In 410 deporteerde hij 1000 huishoudens uit Noordelijke Liang naar Zuidelijke Liang. Juqu Mengxun, heerser van Noordelijke Liang nam wraak. Hij bracht Tufa Rutan een nederlaag toe en belegerde vervolgens Guzang. Toen daar een rebellie uitbrak, trok Tufa Rutan zich terug uit de stad en verplaatste zijn residentie naar Ledu, de oude hoofdstad. Guzang werd in 411 ingenomen door Juqu Mengxun, waarop hij doorstootte en ook Ledu belegerde. Die strijd werd pas gestaakt toen Tufa Rutan zijn zoon Tufa Anzhou (禿髮安周) als gijzelaar overhandigde en Juqu Mengxun zijn troepen terugtrok. Later in dat jaar 411 viel Tufa Rutan Noordelijke Liang opnieuw aan. Hij werd verslagen en Ledu werd opnieuw belegerd. Tufa Rutan stuurde nu zijn zoon Tufa Rangan (禿髮染干) als gijzelaar om verzoening te vragen, waarop Juqu Mengxun zijn troepen weer terugtrok. In 413 viel Tufa Rutan hem nogmaals aan. Ook nu leed hij een nederlaag. Pas toen hij zijn broer, de bevelhebber Tufa Juyan (禿髮俱延) als gijzelaar had uitgeleverd, trok Juqu Mengxun zijn troepen terug.

#### Annexatie door Westelijke Qin

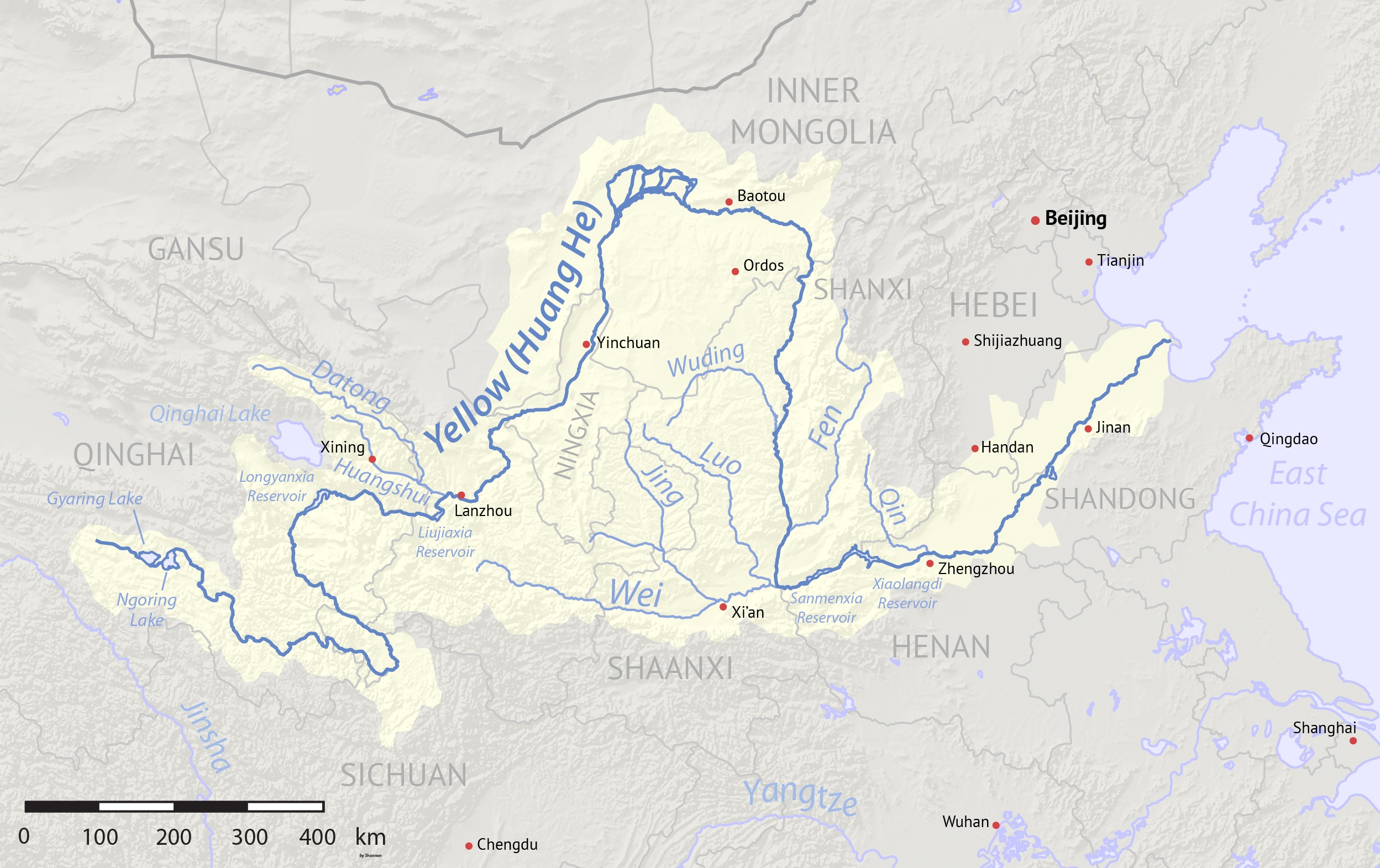
Ligging van de Huangshui-rivier.

Ondertussen was het gebied van Zuidelijke Liang door opstanden, mede veroorzaakt door misoogsten en hongersnood, gekrompen tot enkele districten langs de Huangshui-rivier (湟水河) in Qinghai en Gansu, een zijrivier van de Gele Rivier. In 414 verliet Tufa Rutan Ledu om een opstand van de Yifu-stam in Qinghai neer te slaan. Hij liet de verdediging van de hoofdstad over aan zijn zoon, kroonprins Tufa Hutai. Die werd prompt aangevallen door Qifu Chipan (乞伏熾磐, r.412-428), heerser van Westelijke Qin. Hij wist Ledu in te nemen en Tufa Hutai gevangen te nemen. Tufa Rutan wilde Ledu terugveroveren, maar zijn troepen deserteerden. Hij moest zich in 414 overgeven aan Qifu Chipan. Dit betekende het einde van Zuidelijke Liang.
Tufa Rutan ontving in Westelijke Qin de titel "Hertog van Zuonan" (左南公, Zuonan gong). De vrouw van Qifu Chipan was een dochter van Tufa Rutan. Zij werd benoemd tot koningin (禿髮王后.Tufa wanghou) van Westelijke Qin. In 415 kwam Tufa Rutan door vergiftiging om het leven. Zijn zoon, Tufa Hutai raakte in 423 betrokken bij een complot om zijn vader te wreken en werd samen met zijn zus, koningin Tufa, door Qifu Chipan terechtgesteld.

## Overzicht van de heersers van Zuidelijke Liang
- 397 Koning van Xiping: Tufa Wugu
- 398 Koning van Wuwei: Tufa Wugu, Tufa Lilugu
- 401 Koning van Hexi: Tufa Lilugu, Tufa Rutan
- 404 Gouverneur van Liang: Tufa Rutan
- 408 Koning van Liang: Tufa Rutan
- 414 geannexeerd door Westelijke Qin

| Persoonsnaam                    | Regeer-periode | Postume naam                                 | Tempelnaam     | Jaartitel(s)                                      |
| ------------------------------- | -------------- | -------------------------------------------- | -------------- | ------------------------------------------------- |
| Tufa Wugu (禿髮烏孤) (†399)     | 397-399        | (Nan Liang) Wuwang (南涼武王), koning Wu     | Liezu (涼烈祖) | - Taichu 太初, 397-399                            |
| Tufa Lilugu (禿髮利鹿孤) (†402) | 399-402        | (Nan Liang) Kangwang (南涼康王), koning Kang | -              | - Jianhe 建和, 400-401                            |
| Tufa Rutan (禿髮傉檀) (†415)    | 402-414        | (Nan Liang) Jingwang (南涼景王), koning Jing | -              | - Hongchang 弘昌, 402-404 - Jiaping 嘉平, 408-414 |

## Geraadpleegde literatuur
- Corradini, Piero, 'The Barbarian States in North China' in: Central Asiatic Journal, 50 (2006), pp.163-232. Hier met name: pp.216-218.
- Franke, Otto, Geschichte des chinesischen Reiches. Eine Darstellung seiner Entstehung, seines Wesens und seiner Entwicklung bis zur neuesten Zeit, Berlijn (Walter de Gruyter) 2001, (oorspronkelijke uitgave 1936) ISBN 3-11-017034-5. Band 2 Der konfuzianische Staat I. Der Aufstieg zur Weltmacht. Hier met name: pp.112-113, pp.185-186.
- Holcombe, Charles, 'The Sixteen Kingdoms' in: Dien, Albert E. en N. Knapp (eds.), The Cambridge History of China, Vol. 2, The Six Dynasties, 220–589, Cambridge (Cambridge University Press) 2019, ISBN 9781107020771, pp.119-144. Hier met name: p.140.
- Xiong Cunrui, Historical Dictionary of Medieval China, Lanham MD (Scarecrow Press) 2009, ISBN 9780810860537 (Historical Dictionaries of Ancient Civilizations and Historical Eras, no.19), passim.